# Forcipomyia capax
Forcipomyia capax är en tvåvingeart som beskrevs av Debenham 1987. Forcipomyia capax ingår i släktet Forcipomyia och familjen svidknott. Inga underarter finns listade i Catalogue of Life.